# Вијетнам на Олимпијским играма
Вијетнам се први пут појавио на Олимпијским играма 1952. године под именом Држава Вијетнам. После поделе Вијетнама на Северни и Јужни, само је Република Вијетнам, у периоду од 1956. до 1972. учествовао на играма. Од 1980. и поновног уједињења спортисти Вијетнама су учествовали под именом и заставом Социјалистичке Републике Вијетнам. Од свог првог учешћа па до Пекинга, Вијетнам није послао своје представнике на Олимпијске игре само у два случаја и то 1976. и 1984. године.
На Зимске олимпијске игре Вијетнам никада није слао своје представнике. Представници Вијетнама, закључно са Олимпијским играма одржаним 2016. године у Рио де Жанеироу, су освојили 4 олимпијске медаље, 1 златна и 3 сребрне.
Национални олимпијски комитет Вијетнама (Vietnam Olympic Committee) је основан 1976. а признат од стране МОКа 1979. године.

## Медаље

### Освојене медаље на ЛОИ
| Учешће и освојене медаље Вијетнама на ЛОИ |                          |                          |                          |                          |                          |                          |                          |                          |                          |                          |
| ЛОИ                                       | Носилац заставе          | Учешће                   | Муш.                     | Жене                     | спорт.                   | Злато                    | Сребро                   | Бронза                   | Укупно                   | Ранг                     |
| 1952. Хелсинки                            | Под именом Вијетнам      | Под именом Вијетнам      | Под именом Вијетнам      | Под именом Вијетнам      | Под именом Вијетнам      | Под именом Вијетнам      | Под именом Вијетнам      | Под именом Вијетнам      | Под именом Вијетнам      | Под именом Вијетнам      |
| 1956. Мелбурн и Стокхолм                  | Под именом Вијетнам      | Под именом Вијетнам      | Под именом Вијетнам      | Под именом Вијетнам      | Под именом Вијетнам      | Под именом Вијетнам      | Под именом Вијетнам      | Под именом Вијетнам      | Под именом Вијетнам      | Под именом Вијетнам      |
| 1960. Рим                                 | Под именом Вијетнам      | Под именом Вијетнам      | Под именом Вијетнам      | Под именом Вијетнам      | Под именом Вијетнам      | Под именом Вијетнам      | Под именом Вијетнам      | Под именом Вијетнам      | Под именом Вијетнам      | Под именом Вијетнам      |
| 1964. Токио                               | Под именом Вијетнам      | Под именом Вијетнам      | Под именом Вијетнам      | Под именом Вијетнам      | Под именом Вијетнам      | Под именом Вијетнам      | Под именом Вијетнам      | Под именом Вијетнам      | Под именом Вијетнам      | Под именом Вијетнам      |
| 1968. Мексико Сити                        | Под именом Вијетнам      | Под именом Вијетнам      | Под именом Вијетнам      | Под именом Вијетнам      | Под именом Вијетнам      | Под именом Вијетнам      | Под именом Вијетнам      | Под именом Вијетнам      | Под именом Вијетнам      | Под именом Вијетнам      |
| 1972. Минхен                              | Под именом Вијетнам      | Под именом Вијетнам      | Под именом Вијетнам      | Под именом Вијетнам      | Под именом Вијетнам      | Под именом Вијетнам      | Под именом Вијетнам      | Под именом Вијетнам      | Под именом Вијетнам      | Под именом Вијетнам      |
| 1976. Монтреал                            | Вијетнам није учествовао | Вијетнам није учествовао | Вијетнам није учествовао | Вијетнам није учествовао | Вијетнам није учествовао | Вијетнам није учествовао | Вијетнам није учествовао | Вијетнам није учествовао | Вијетнам није учествовао | Вијетнам није учествовао |
| 1980. Москва                              |                          |                          |                          |                          |                          | 0                        | 0                        | 0                        | 0                        |                          |
| 1984. Лос Анђелес                         | Вијетнам није учествовао | Вијетнам није учествовао | Вијетнам није учествовао | Вијетнам није учествовао | Вијетнам није учествовао | Вијетнам није учествовао | Вијетнам није учествовао | Вијетнам није учествовао | Вијетнам није учествовао | Вијетнам није учествовао |
| 1988. Сеул                                |                          |                          |                          |                          |                          | 0                        | 0                        | 0                        | 0                        |                          |
| 1992. Барселона                           |                          |                          |                          |                          |                          | 0                        | 0                        | 0                        | 0                        |                          |
| 1996. Атланта                             |                          |                          |                          |                          |                          | 0                        | 0                        | 0                        | 0                        |                          |
| 2000. Сиднеј                              |                          |                          |                          |                          |                          | 0                        | 1                        | 0                        | 1                        |                          |
| 2004. Атина                               |                          |                          |                          |                          |                          | 0                        | 0                        | 0                        | 0                        |                          |
| 2008. Пекинг                              |                          |                          |                          |                          |                          | 0                        | 1                        | 0                        | 1                        |                          |
| 2012. Лондон                              |                          |                          |                          |                          |                          | 0                        | 0                        | 0                        | 0                        |                          |
| 2016. Рио де Жанеиро                      |                          |                          |                          |                          |                          | 1                        | 1                        | 0                        | 2                        |                          |
| 2020. Токио                               |                          |                          |                          |                          |                          |                          |                          |                          |                          |                          |
| 2024. Париз                               |                          |                          |                          |                          |                          |                          |                          |                          |                          |                          |
| 2028. Лос Анђелес                         | предстојећи догађај      |                          |                          |                          |                          |                          |                          |                          |                          |                          |
| 2032. Бризбејн                            | предстојећи догађај      |                          |                          |                          |                          |                          |                          |                          |                          |                          |
| Укупно                                    |                          |                          |                          |                          |                          | 1                        | 3                        | 0                        | 4                        |                          |

### Освајачи медаља на ЛОИ
| Бр. | Медаља | Име            | Игре                 | Спорт         | Дисциплина           | Ж | М |
| --- | ------ | -------------- | -------------------- | ------------- | -------------------- | - | - |
| 1.  |        | Хоанг Суан Вињ | 2016. Рио де Жанеиро | Стрељаштво    | Ваздушни пиштољ 10 м | − | м |
| 1.  |        | Trần Hiếu Ngân | 2012. Лондон         | Теквондо      | До 57 кг             | ж | − |
| 2.  |        | Hoàng Anh Tuấn | Пекинг 2008.         | Дизање тегова | До 56 кг             | − | м |
| 3.  |        | Хоанг Суан Вињ | 2016. Рио де Жанеиро | Стрељаштво    | Пиштољ 50 м          | − | м |